# Município de Wesley (condado de Washington, Ohio)
O município de Wesley (em inglês: Wesley Township) é um município localizado no condado de Washington no estado estadounidense de Ohio. No ano de 2010 tinha uma população de 982 habitantes e uma densidade populacional de 12,16 pessoas por km².

## Geografia
O município de Wesley encontra-se localizado nas coordenadas 39° 26′ 32″ N, 81° 48′ 09″ O. Segundo a Departamento do Censo dos Estados Unidos, o município tem uma superfície total de 80.74 km², da qual 80,45 km² correspondem a terra firme e (0,36 %) 0,29 km² é água.

## Demografia
Segundo o censo de 2010, tinha 982 pessoas residindo no município de Wesley. A densidade populacional era de 12,16 hab./km². Dos 982 habitantes, o município de Wesley estava composto pelo 84,73 % brancos, o 8,35 % eram afroamericanos, o 0,61 % eram amerindios, o 0,41 % eram asiáticos, o 0,51 % eram de outras raças e o 5,4 % eram de uma mistura de raças. Do total da população o 0,61 % eram hispanos ou latinos de qualquer raça.